# Emyr Francisco Soares

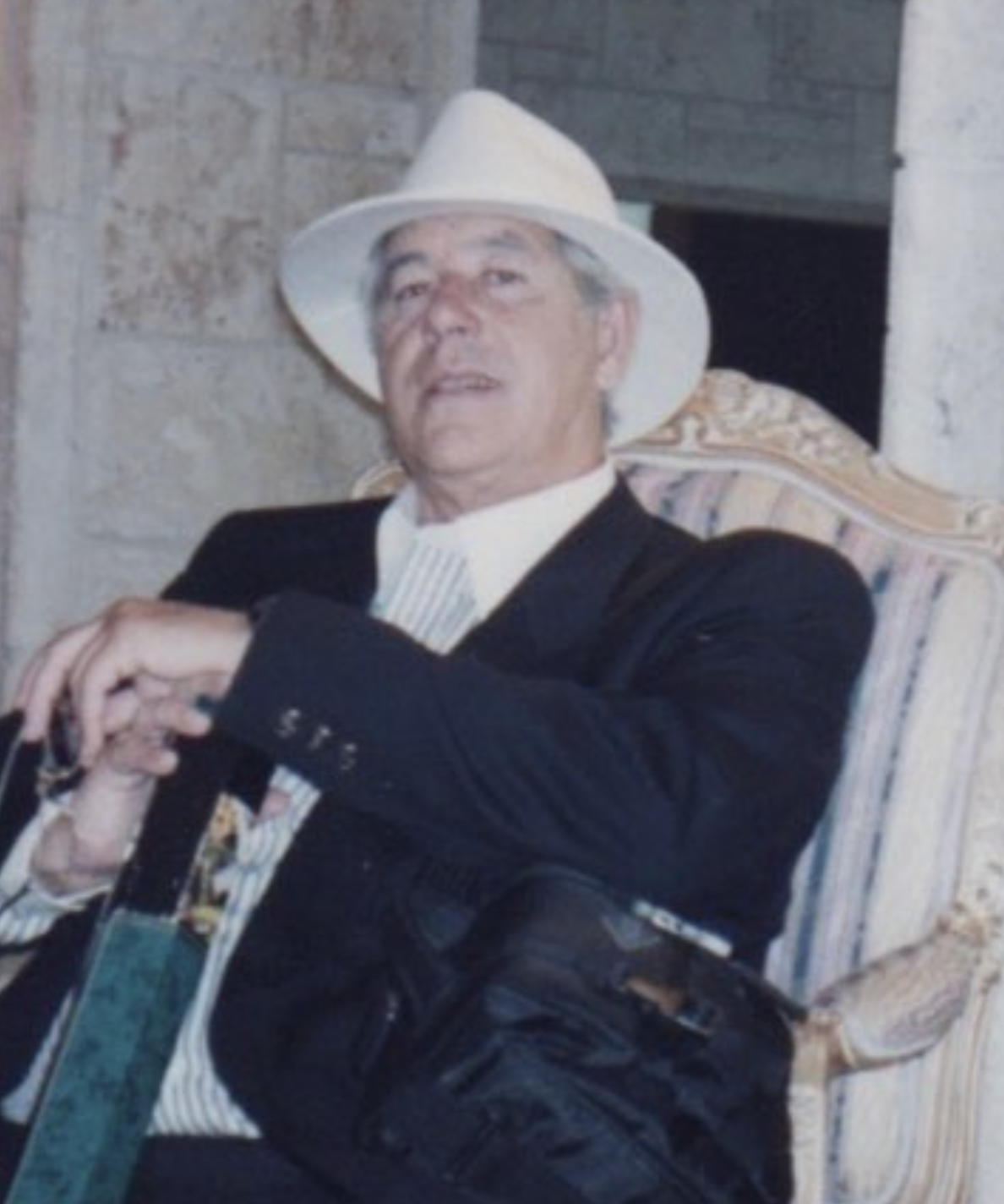
Doutor Emyr Francisco Soares, fotografado durante evento familiar.

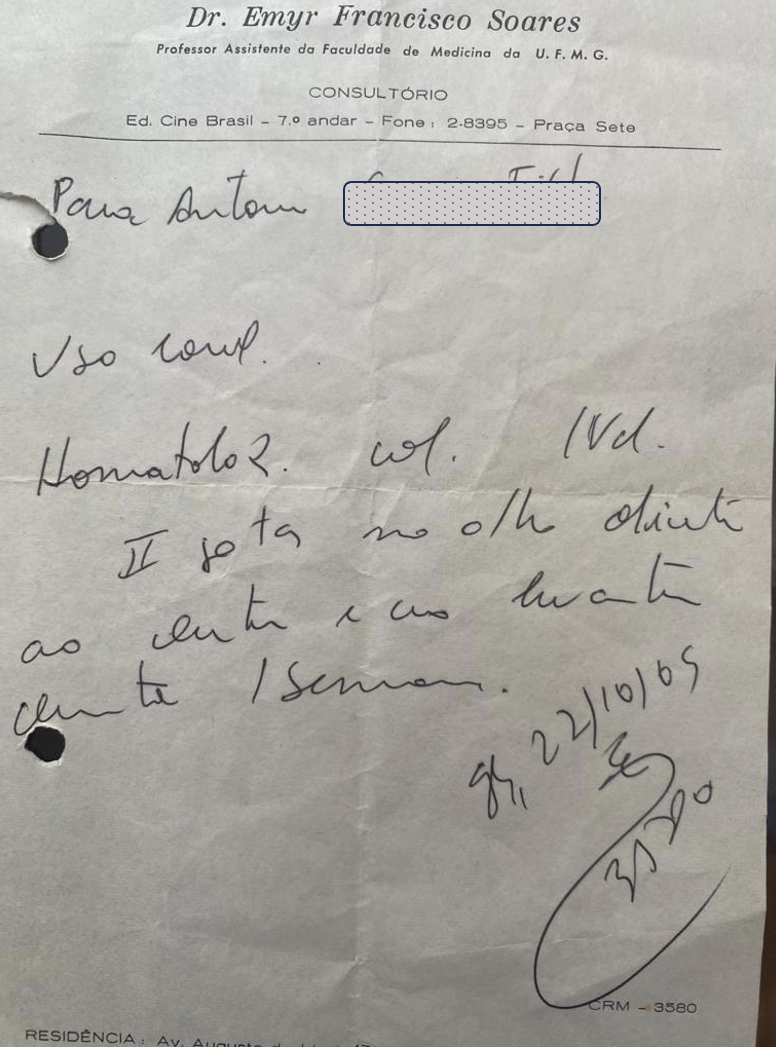
Prescrição assinada pelo Doutor Emyr Francisco Soares, em 1965.

Emyr Francisco Soares (Colatina, 01 de outubro de 1933 – Belo Horizonte, 17 de agosto de 2000 (66 anos)) foi um médico brasileiro, pioneiro na fabricação de lentes intraoculares no Hemisfério Sul para a cirurgia de catarata.
Ainda jovem, deixou sua cidade natal e foi residir em Belo Horizonte, onde graduou-se em medicina pela Faculdade de Medicina de Minas Gerais em 1960, com especialização em oftalmologia.
Desde cedo dedicou-se a aperfeiçoar o atendimento clínico e práticas cirúrgicas oftalmológicas, lecionando e atendendo gratuitamente a pacientes em situação de vulnerabilidade socioeconômica no Hospital São Geraldo da Faculdade de Medicina da UFMG.
Em 1971, valendo-se de sua experiência clínica e engenhosidade no manuseio e fabricação de materiais ópticos, criou um pequeno laboratório para produção de lentes intraoculares e de contato, sendo pioneiro na fabricação de lentes 100% brasileiras para uso em cirurgias de catarata. Utilizando seus conhecimentos clínicos, O pequeno laboratório, então conhecido como Walmar Indústrias Ópticas, veio tornar-se Mediphacos Indústrias Médicas S/A., uma empresa de classe mundial sediada em Belo Horizonte que hoje mantém presença internacional em mais de 60 países, nos 5 continentes.
Sempre exercendo atividades acadêmicas, foi monitor e professor de cadeiras relacionadas ao curso de Medicina, pós-graduação e residência médica. Ao todo, foram mais de 35 anos dedicados ao ensino da especialidade oftalmológica.
Lecionando também na Escola do então Professor Hilton Ribeiro da Rocha – sendo este membro da Academia Nacional de Medicina e membro fundador da Academia Brasileira de Médicos Escritores – em 1975, Emyr Francisco Soares foi convidado a integrar o quadro de sócios-fundadores do Instituto Hilton Rocha, que durante muitos anos se manteve como referência na oftalmologia brasileira e mundial, como centro de excelência em pesquisas e tratamentos dos problemas da visão.
Em reconhecimento ao seu notório conhecimento e dedicação à profissão, em 1991, foi eleito membro da Academia Mineira de Medicina, sucedendo Armando Ribeiro dos Santos na Cadeira 11 , que tem Raul d'Almeida Magalhães como patrono.
Em 21 de abril de 2009, foi condecorado 'in memoriam' com a Medalha de Honra da Inconfidência, em cerimônia presidida pelo Governador do Estado de Minas Gerais em Ouro Preto. A Medalha da Inconfidência é a mais alta condecoração do Estado de Minas Gerais, entregue a cada ano a personalidades que contribuíram para o prestígio e a projeção de Minas Gerais.
Filho de Manoel Francisco Roque e Felicidade Soares, foi casado com Vânia Maria Pessoa Soares, com quem teve quatro filhos: Marcelo Francisco Pessoa Soares, Emyr Francisco Soares Junior, Marcos Francisco Pessoa Soares e Silvia Pessoa Soares Trivelatto. Faleceu em 16 de Agosto de 2000 vítima de câncer de intestino.
Em 6 de Outubro de 2023 o prefeito Fuad Noman sancionou a Lei Municipal número 11.597, originária do Projeto de Lei nº 626/23, de autoria do vereador Sérgio Fernando Pinho Tavares, denominando Rua Doutor Emyr Soares a antiga Rua do Mirante, código 079981, no Bairro Mangabeiras em Belo Horizonte.

## Participação em entidades de classe
- Conselho Regional de Medicina de Minas Gerais
- Associação dos Hospitais de Minas Gerais
- Sociedade Brasileira de Oftalmologia
- Academia Internacional de Oftalmologia
- Academia Mineira de Medicina[nota 1]

## Láureas
- Medalha de Honra da Inconfidência [nota 2]